# André du Dognon
André du Dognon de Pomerait est un écrivain français né à Nancy le 24 janvier 1909 et mort au parc d’Aincourt (Val d’Oise) le 27 octobre 1986. Auteur de plusieurs romans d'inspiration ouvertement homosexuelle dans la période de l’immédiat après-guerre, il est l’un des fondateurs du mouvement et de la revue Arcadie.

## Biographie
André Lucien est le deuxième enfant d’Arthur Camille Bossler, un employé du commerce, et de Marie Claudia Peltier née à Caracas (Venezuela). 
Encore jeune, il commet une tentative de suicide, tentative dont il garda pour séquelle une importante perte de vision.[réf. souhaitée]
En raison de son adoption en 1944 par Jean-Marie Paul Vidaud du Dognon de Pomerait (1888-1970), son probable amant[réf. nécessaire], André Bossler est autorisé à ajouter à son patronyme Bossler celui de son père adoptif.  En vérité, avant même d’être officiellement adopté par cet aristocrate, le jeune écrivain André Bossler prend comme nom de plume André du Dognon, substituant — au lieu d’ajouter — à son patronyme celui de son père adoptif, en laissant courir le bruit qu’il était lui-même d’extraction noble, ce dont la plus grande partie de ses contemporains est dupe, Roger Peyrefitte inclus.
Homosexuel notoire[réf. nécessaire], il s’engage dans une forme de militantisme littéraire en écrivant plusieurs articles pour la revue suisse Der Kreis puis pour la revue Arcadie à la création de laquelle il prend une part active. Ses romans sont en grande partie autobiographiques, et dans sa biographie de Roger Peyrefitte, il mêle encore des éléments de sa propre existence à celle de Peyrefitte[réf. nécessaire]. 
André du Dognon est mort à l’âge de 77 ans.

## Œuvres
- Les étrangers, roman. Paris, Flammarion, 1938
- Le Bonheur des autres, roman. Paris, E. Flammarion, 1943.
- Le Mal de la rue Juste, roman. Paris, Flammarion, 1945.
- Les amours buissonnières. Paris, J. d’Halluin, 1948.
- Le Monde inversé. Paris, les Éditions du Scorpion, 1949.
- [Préface de] avec Philippe Monceau, Le Dernier Sabbat de Maurice Sachs, Paris, Amiot-Dumont, 1950 ; rééd. Le Sagittaire, 1979.
- L’Homme orchestre, roman, Paris, Gallimard, 1955.
- Le Bel Âge, Paris, Les Éditions du Scorpion, 1958.
- Peyrefitte démaquillé. Paris, J.-P. Ollivier, 1976.